# PaK 38
5 см PaK 38 (L/60) (на немски: 5 cm Panzerabwehrkanone 38 (L/60)) е немско противотанково оръдие с калибър 50 мм. Разработено е през 1938 г. от Райнметал-Борсиг като заместник на 37 мм оръдие PaK 36. Наследено е от 75 мм оръдие PaK 40.

## Разработка и развитие
До 1939 г. PaK 38 е готово за производство, но за първи път достига до войниците в средата на лятото на 1940 г. Използвано за пръв път в мащабни действия през април 1941 г. по времето на Втората световна война. След операция Барбароса се появяват новите руски танкове и това е едно от малкото оръдия ефективни срещу 45 мм челна броня на Т-34. Оръдието е снабдено с бронебойни снаряди Панцергранате 40 с волфрамово ядро. Те са разработени на базата на пленени полски и чешки муниции, а плътното волфрамово ядро осигурява значително подобрение на способността да се пробива противникова броня. Въпреки че е заменено от по-мощни оръдия PaK 38 остава ефективно оръжие и е използвано от германската пехота до края на войната.
Оръдието е добре проектирано, нисък профил, с извит щит, стоманени колела и цилиндричен раздвоен лафет, който блокира торсионното окачване, когато е в положение за стрелба. За изработката на лафета са използвани леки сплави, което прави оръдието лесно за обслужване. Дългата цев е снабдена с механизъм за компенсиране на отката.
PaK 38 е едно от основните противотанкови оръдия в германската армия и като такова претърпява редица модификации. В един момент е разработен вариант с автоматично подаване на мунициите. Това позволява да се използва като противовъздушно оръдие и дори е монтирано на разновидност на реактивния изтребител Месершмит 262. Друг вариант е наземно противовъздушно оръдие, но то се появява в края на войната и няма сведения да са произвеждани. Танковият вариант на PaK 38 е произвеждан в няколко разновидности и намира приложение на Атлантическия вал и при някои самоходни противотанкови оръдия.

## Характеристики
- Калибър: 50 мм[1]
- Нарези на цевта: 21 нареза
- Дължина на цевта: 3,00 м
- Тегло (при превоз): 1062 кг[1]
- Тегло (готов за бой): 1000 кг[1]
- Хоризонтално движение: 65°[1]
- Вертикално движение: -8° до +27°[1]
- Скорострелност: 16 снаряда в минута
- Характеристики на мунициите:[1]
  - Снаряд с волфрамово ядро
    - Скорост – 1180 м/с
    - Тегло – 0,925 кг
    - Бронебойна способност – 101 мм от 740 м

  - Стандартен бронебоен снаряд
    - Скорост – 835 м/с
    - Тегло – 2,06 кг

  - Високоексплозивен снаряд
    - Скорост – 550 м/с
    - Тегло – 1,82 кг
    - Максимален обхват – 2650 м